# Nenad Maslovar
Nenad Maslovar, črnogorski nogometaš in trener, * 20. februar 1967, Kotor.
Za srbsko reprezentanco je odigral tri uradne tekme.